# Râul Catalpugul Mic
Râul Catalpugul Mic, întâlnit și sub forma Catlabugul Mic (în rusă Малый Катлабух, în ucraineană Малий Катлабух) este un râu din bazinul Dunării care străbate partea de sud-vest a Regiunii Odesa din Ucraina. El este afluent de stânga al râului Catalpugul Mare.

## Date geografice
Râul Catalpugul Mic are o lungime de 43 km și o suprafață a bazinului de 235 km². El izvorăște din apropiere de satul Satalâc-Hagi (Alexandrești) (Raionul Bolgrad), curge pe direcția sud, trece apoi pe teritoriul Raionului Ismail și se varsă în Râul Catalpugul Mare în apropiere de vărsarea acestuia din urmă în lacul Catalpug, în dreptul satului Șichirlichitai-Noi. 
În partea superioară străbate o vale cu o lățime de 2-3 km din Podișul Podoliei și apoi se varsă printr-un canal cu lățimea de 300-500 m în râul Catalpugul Mare, în zona de șes a Câmpiei Dunării. În sezonul de vară, debitul său scade foarte mult. Apele râului Catalpugul Mic sunt folosite pentru irigații. 
Principalele localități traversate de râul Catalpugul Mic sunt satele Satalâc-Hagi (Alexandrești), Hasan-Batâr, Golița și Șichirlichitai-Noi.  